# 横山勇
横山 勇（よこやま いさみ、1889年（明治22年）3月1日 - 1952年（昭和27年）4月21日）は、日本の陸軍軍人。最終階級は陸軍中将。

## 経歴
歩兵第51連隊長を務めた陸軍大佐横山新治の長男として千葉県で生まれる。母の山路ヨシは山路一善の妹。祖父は会津藩士の横山直助であるため、福島県若松市出身という説もある。
姫路中学校、大阪陸軍地方幼年学校、中央幼年学校を経て、1909年（明治42年）5月、陸軍士官学校（21期）を卒業。卒業成績は8番/418名。同年12月、歩兵少尉に任官し歩兵第3連隊付となる。1915年（大正4年）12月、陸軍大学校（27期）を卒業した。
1919年（大正8年）4月、参謀本部付勤務となり、参謀本部員（鉄道班）、陸軍省軍務局課員を経て、1924年（大正13年）8月、歩兵少佐に昇進し陸軍兵器本廠付となる。1925年（大正14年）1月から1927年（昭和2年）3月までドイツに駐在。帰国後、整備局課員に就任。
1927年6月、資源局事務官に出向し、1928年（昭和3年）8月、歩兵中佐に進級。1929年（昭和4年）4月、資源局企画部第2課長に就任。同年5月に結成された一夕会の会員となる。1932年（昭和7年）4月、関東軍司令部付となり、同年8月、歩兵大佐に昇進した。
1933年（昭和8年）8月、整備局動員課長となり、歩兵第2連隊長、第6師団参謀長を経て、1937年（昭和12年）3月、少将に進級し兵器本廠付（資源局企画部長）に発令された。企画院総務部長、同院第1部長を歴任し、1939年（昭和14年）8月、中将に進み東部防衛司令部付となる。同年9月、第1師団長に親補され満州に赴任。1941年（昭和16年）10月、第4軍司令官となり太平洋戦争を迎えた。1942年（昭和17年）12月、第11軍司令官になり、桂林作戦を指導。
1943年（昭和18年）11月、常徳殲滅作戦を指導。1944年（昭和19年）11月、西部軍司令官となり、第16方面軍司令官兼西部軍管区司令官として九州および下関において本土決戦（決6号作戦）を指揮する予定であったが、福岡で終戦を迎えた。1945年（昭和20年）10月、予備役編入となった。
1946年（昭和21年）7月、九州大学生体解剖事件及び油山事件の責任を問われ逮捕された。1947年（昭和22年）11月28日、公職追放仮指定を受けた。1948年（昭和23年）8月、アメリカ第八軍軍事法廷で絞首刑の判決が下されたが、1950年（昭和25年）7月11日、連合国軍最高司令官総司令部渉外局は、横山を含む7人に終身刑に減刑すると発表した。1952年4月21日、巣鴨プリズンで病死。

## 親族
弟に近衛歩兵第1連隊大隊長などを務めた佐藤節歩兵大佐がいる。佐藤は父の母方の家を継いで佐藤姓となった。横山、佐藤はともに稚松会会員であり、横山は会が創設された1912年（明治45年）から所属していた。

## 栄典
位階
- 1910年（明治43年）2月21日 - 正八位[7]
- 1913年（大正2年）4月21日 - 従七位[8]
- 1918年（大正7年）5月20日 - 正七位[9]
- 1923年（大正12年）7月31日 - 従六位[10]
- 1928年（昭和3年）9月1日 - 正六位[11]
- 1932年（昭和7年）9月1日 - 従五位[12]
- 1937年（昭和12年）5月1日 - 正五位[13]
- 1939年（昭和14年）10月12日 - 従四位
- 1941年（昭和16年）10月15日 - 正四位
- 1944年（昭和19年）11月1日 - 従三位

勲章等
- 1909年（明治42年）5月27日 - 恩賜の銀時計[14]
- 1940年（昭和15年）8月15日 - 紀元二千六百年祝典記念章[15]